# Heliófita
Heliófita (gr. helios= sol; gr. phyton= planta) é qualquer espécie de planta que necessita de total exposição solar. Nas florestas, são heliófitas as plantas que conseguem atingir o nível superior das copas ou que se desenvolvem melhor nessa condição.